# Académie Carrara
Pour les articles homonymes, voir Académie des beaux-arts.
L’académie Carrara (prononciation [kar'rara]) est un musée d'art et une école des beaux-arts, situé à Bergame en Italie. Fondée en 1796, elle présente plus de trois cents œuvres, avec des chefs-d’œuvre de Pisanello, Mantegna, Bellini, Botticelli, Raphaël, Titien, Lotto, Giovan Battista Moroni et d’autres maîtres de la peinture italienne. La visite se déroule sur une période chronologique de cinq siècles, du début du XVe siècle à la fin du XIXe siècle.

## Histoire
La création du musée d'art est due au comte Giacomo Carrara (it), mécène et collectionneur, qui fit un legs généreux à la ville de Bergame à la fin du XVIIIe siècle.
Après la mort du comte, en 1796, ses biens furent administrés par un commissaire jusqu'en 1958, quand la gestion passa directement aux mains de la ville de Bergame. En 1793, alors qu'il ouvrait sa collection au public pour la première fois, le comte Giacomo Carrara souhaita que des cours de dessin et de peinture soient dispensés dans le même lieu. L'école, située dans le même bâtiment que le musée d'art jusqu'en 1912, a aujourd'hui son propre siège dans un bâtiment voisin. Depuis 1988, elle est officiellement reconnue comme Accademia di Belle Arti (académie des Beaux-Arts).
En 1810, un nouveau bâtiment au style néo-classique fut construit, sur un projet de l'architecte Simone Elia (it), élève de Leopoldo Pollack (it). La galerie de l'Académie a fermé pour travaux en 2008 et rouvert en 2015 après sept années de rénovation, puis récemment du lundi 29 août 2022 au mercredi 25 janvier 2023.

## Collections
Les collections du musée comprennent environ 1800 peintures, plus de 3000 dessins et plus de 8000 estampes. Il abrite également des sculptures, des meubles, des porcelaines , une collection de médailles, une bibliothèque historique avec des volumes ayant appartenu à Giacomo Carrara et des matériaux liés à l’Académie des Beaux-Arts.
Le musée a continué d'enrichir sa collection à la fois par des achats et par des donations. En 2006, il possédait 1 800 peintures du XVe au XIXe siècle, d'artistes tels que Pisanello, Botticelli, Bellini, Zanetto Bugatto, Mantegna, Raffaello, Moroni, Baschenis, Fra Galgario, Tiepolo, Canaletto, Francesco Bonsignori, Titien et Piccio.
En 1991 fut ajouté le Musée d'art moderne et contemporain (Galleria d’Arte Moderna e Contemporanea — GAMEC), situé dans le bâtiment faisant face à l'édifice néo-classique du musée d'art, dans l'ancien couvent restauré des Dimesse et Servites. Il comporte dix salles d'exposition sur trois étages. Depuis juin 1999, avec l'achat de la collection Gianfranco e Luigia Spajani, le fonds permanent compte des œuvres d'artistes italiens et étrangers du XXe siècle, tels que Boccioni, Balla, Morandi, Campigli, Casorati, Savinio, de Chirico, Kandinsky, Sutherland et Manzù.

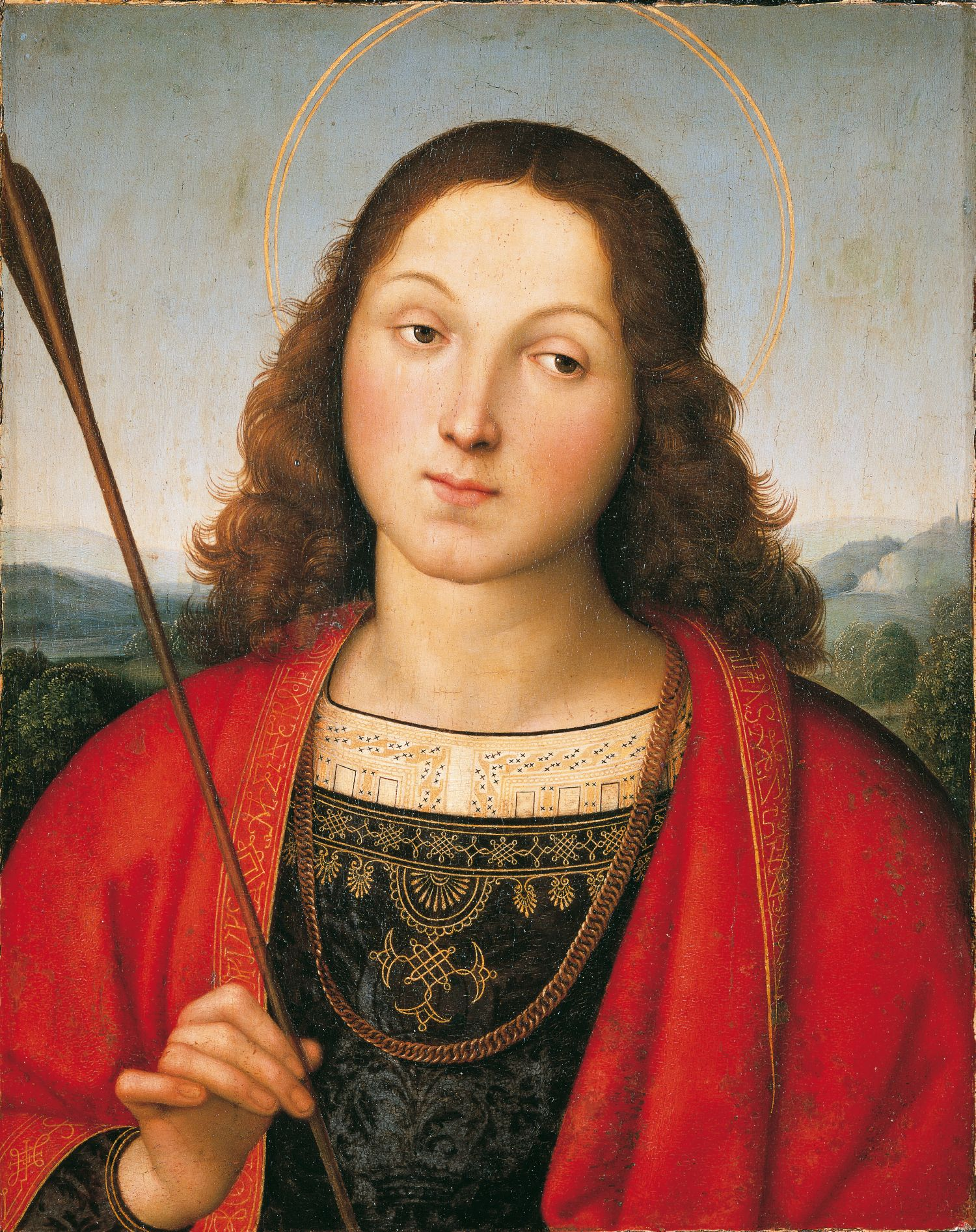
Raphaël : Saint Sébastien
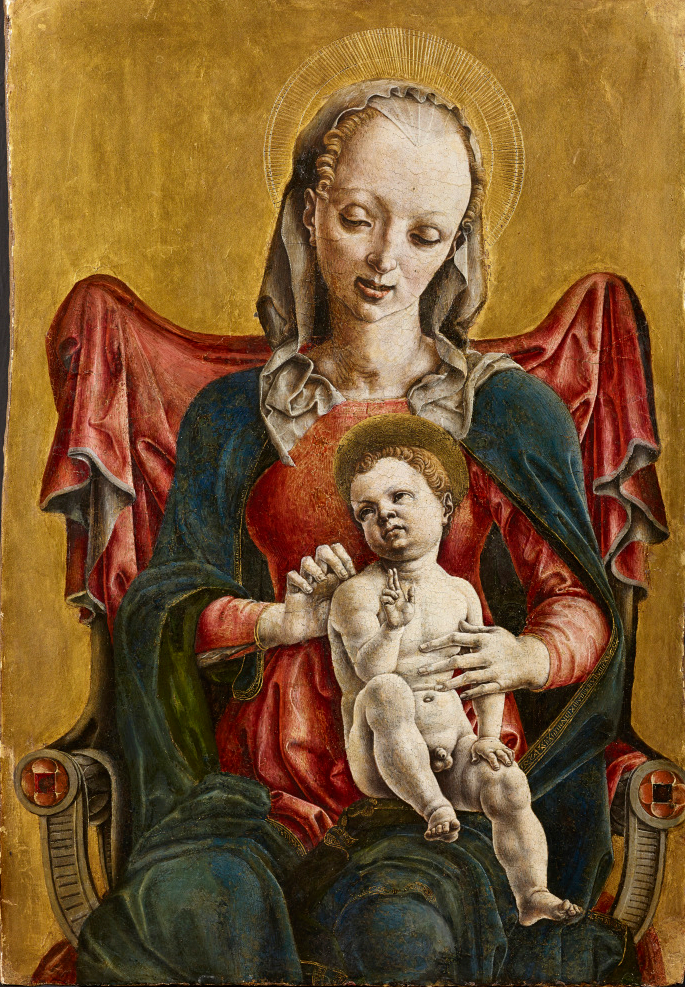
Cosmè Tura : Vierge à l'Enfant
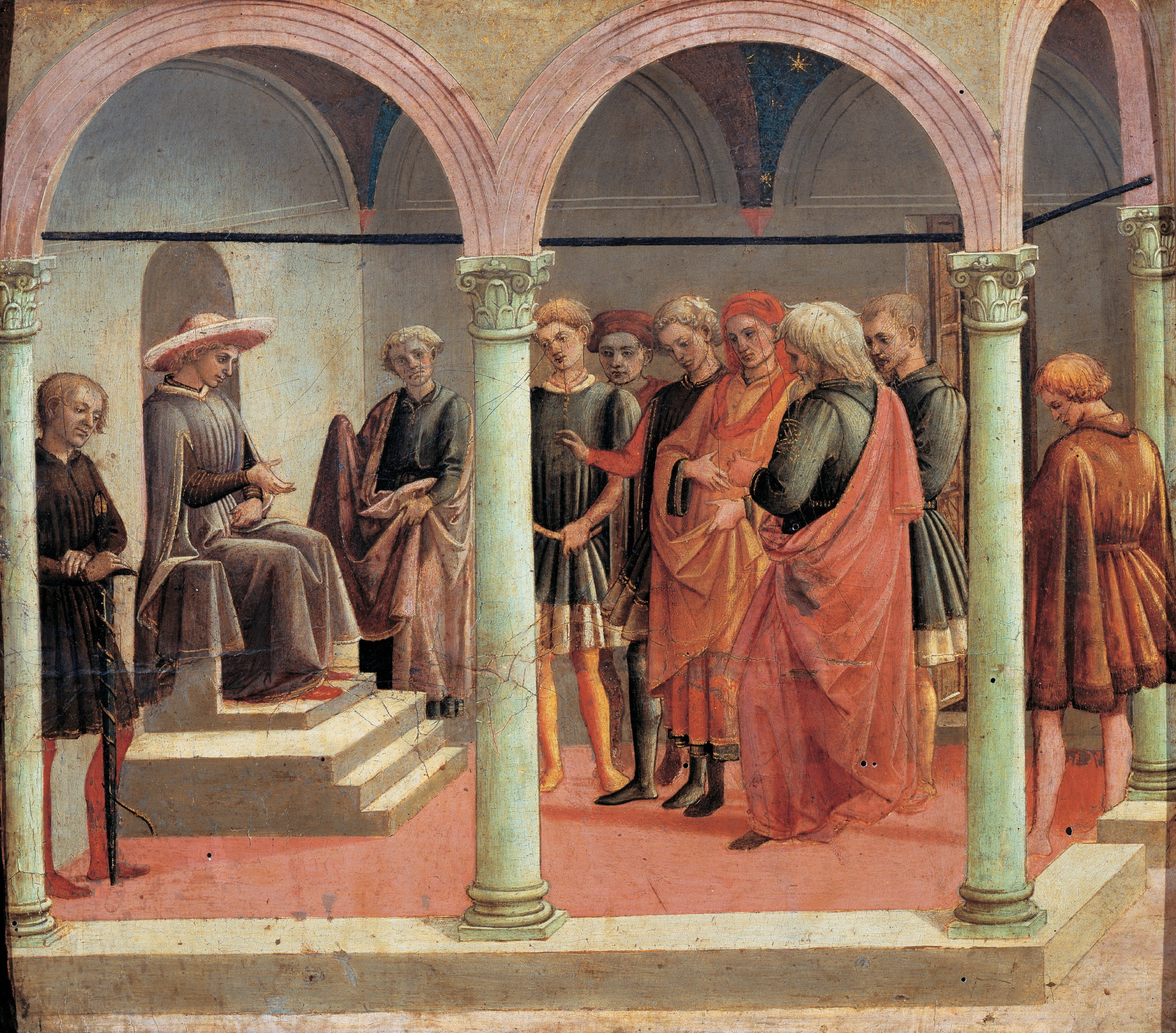
Francesco di Stefano Pesellino : Scène de la vie de Griseldis
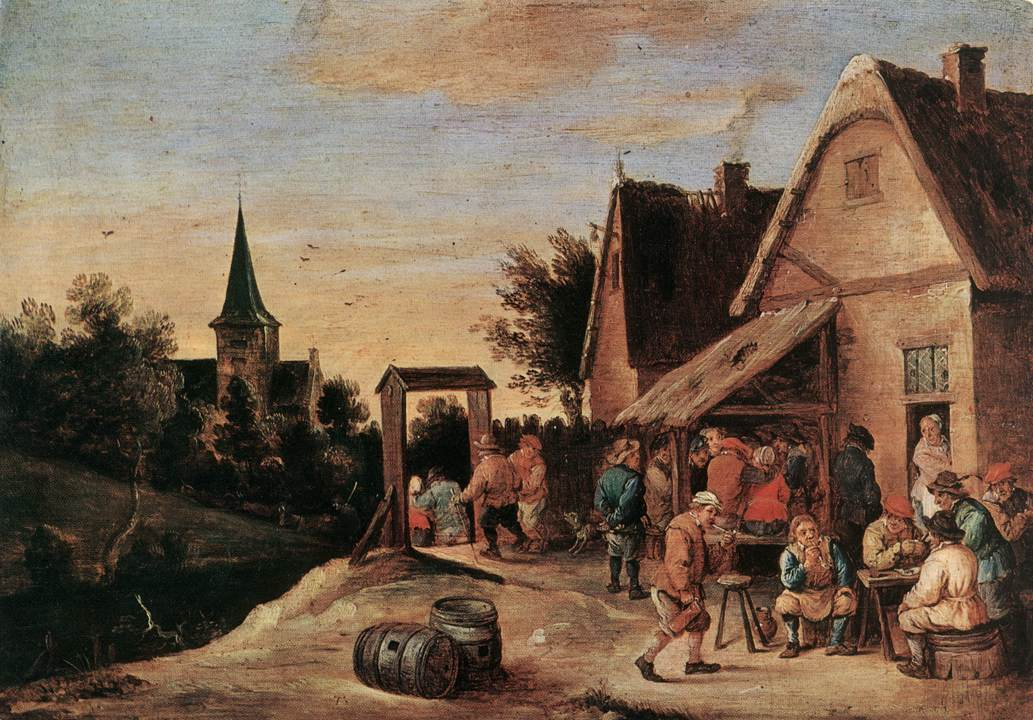
David Teniers le Vieux : Fête de village
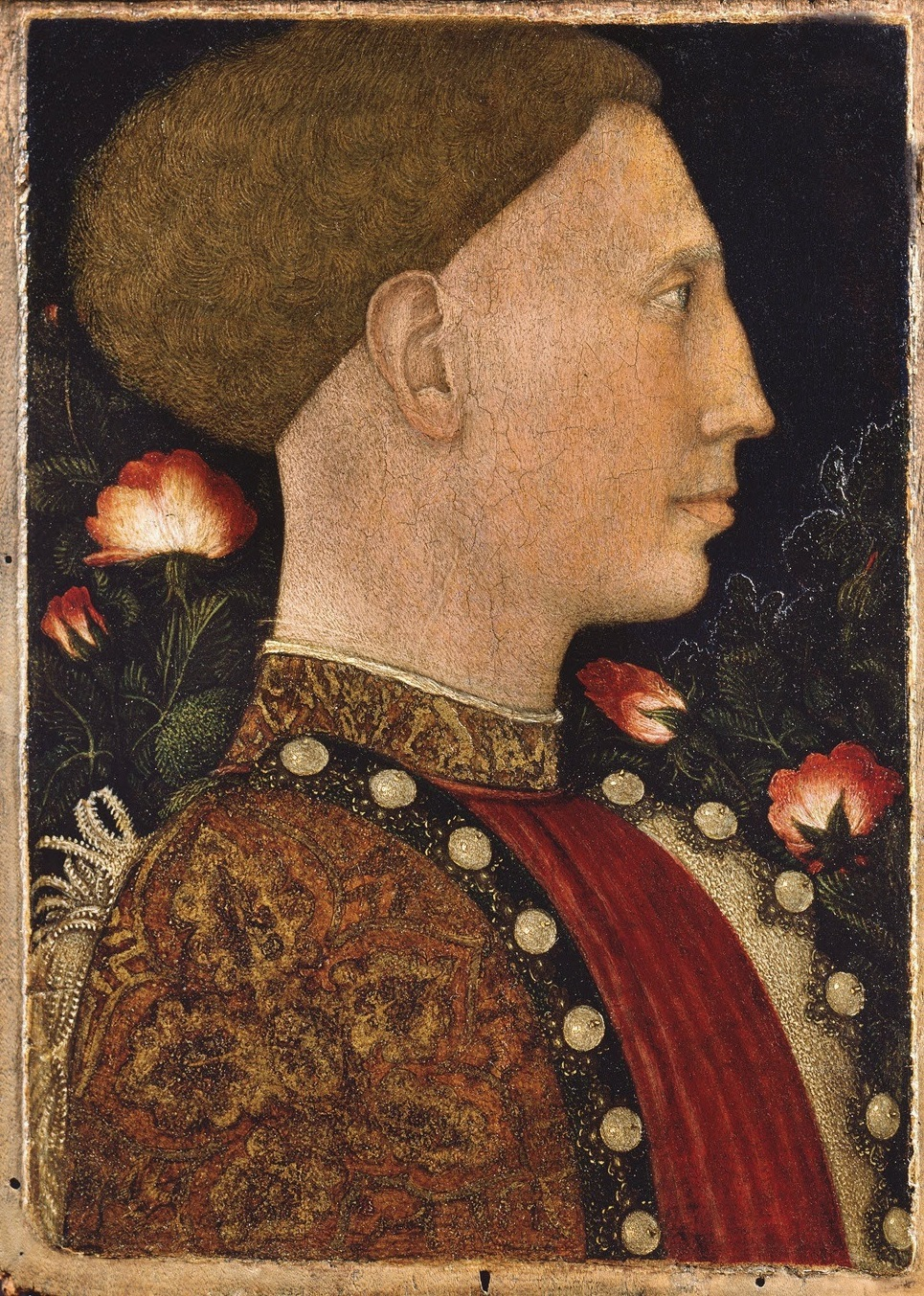
Pisanello : Portrait de Lionel d'Este
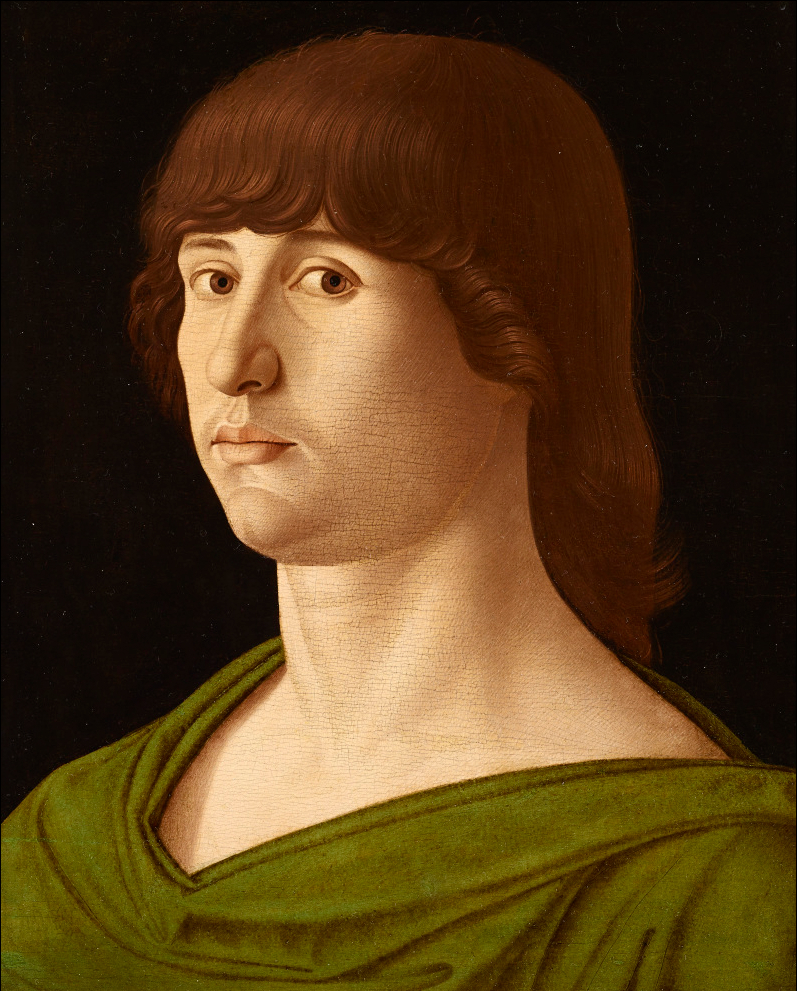
Giovanni Bellini : Portrait de jeune homme
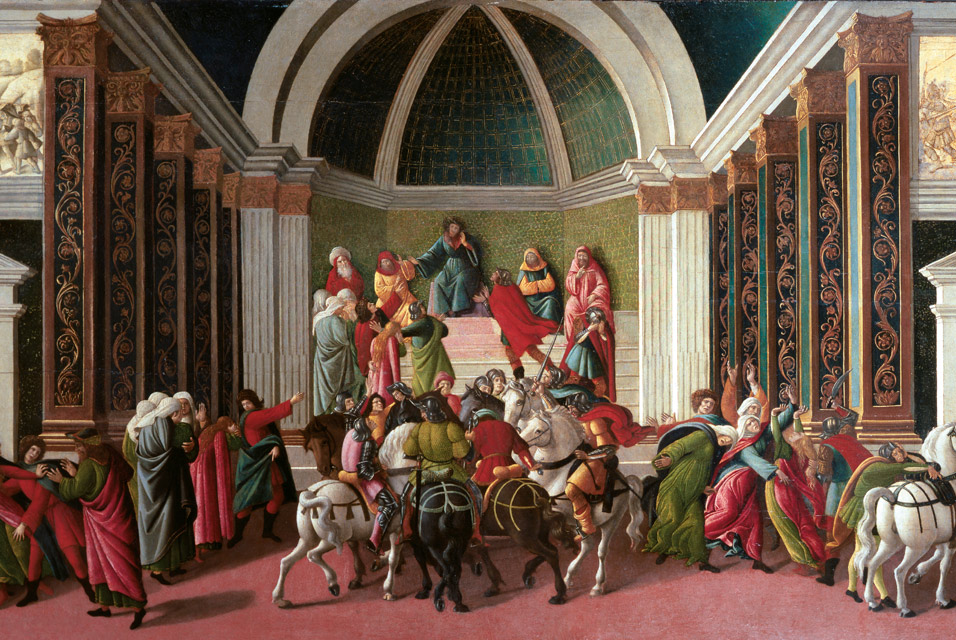
Botticelli : Histoire de Virginie Romana
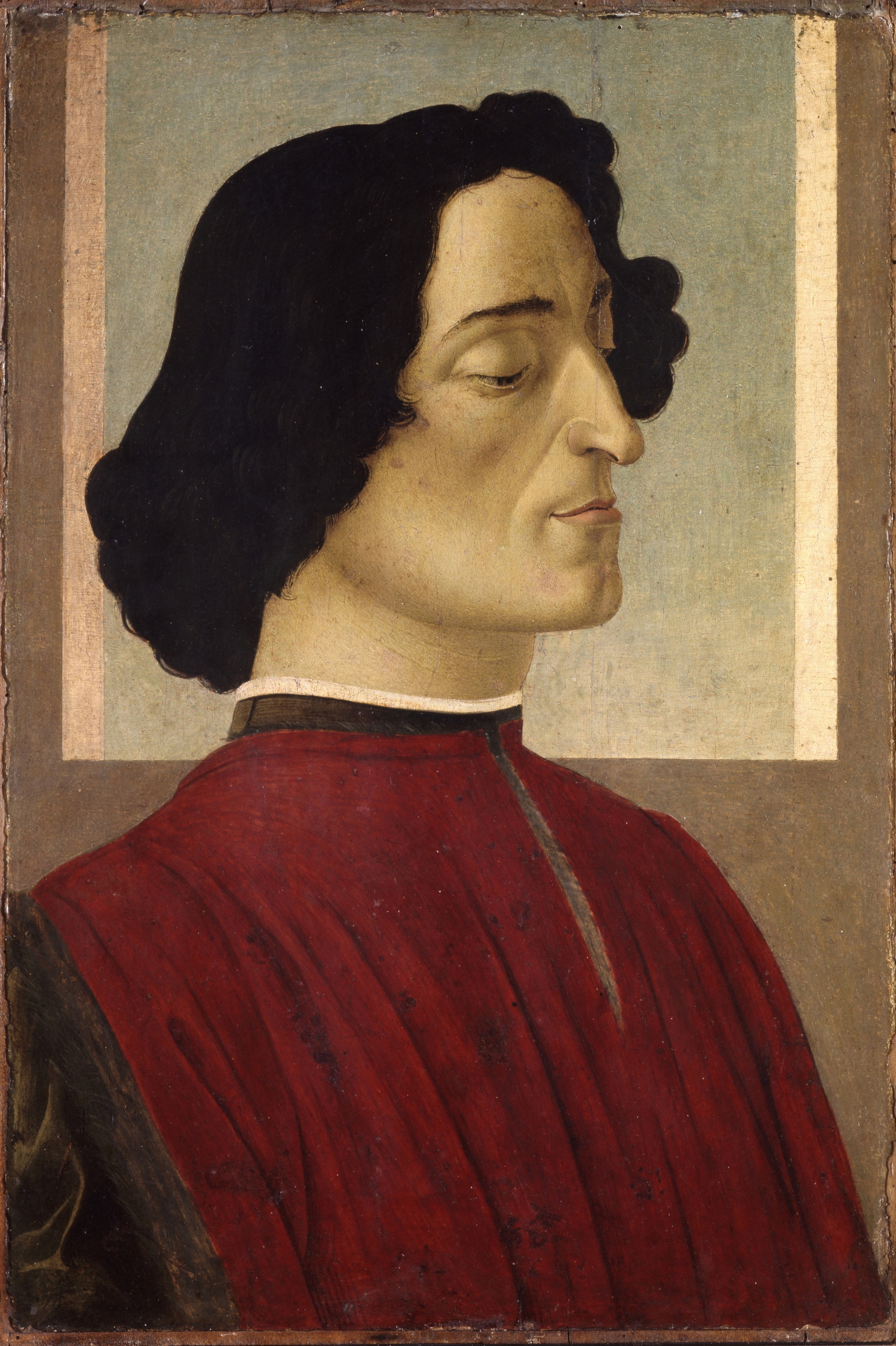
Botticelli : Portrait de Julien de Médicis
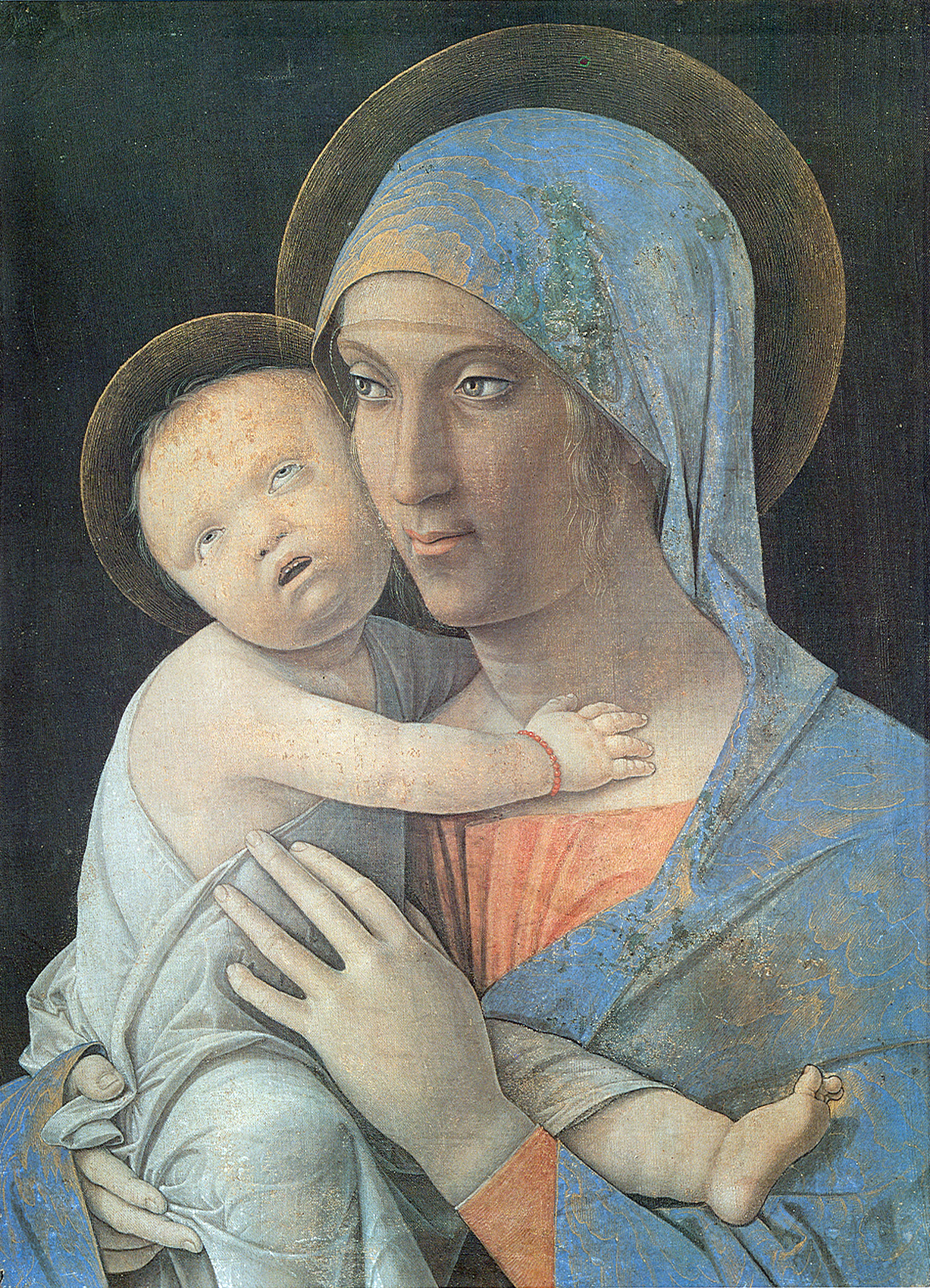
Mantegna : Vierge à l'Enfant
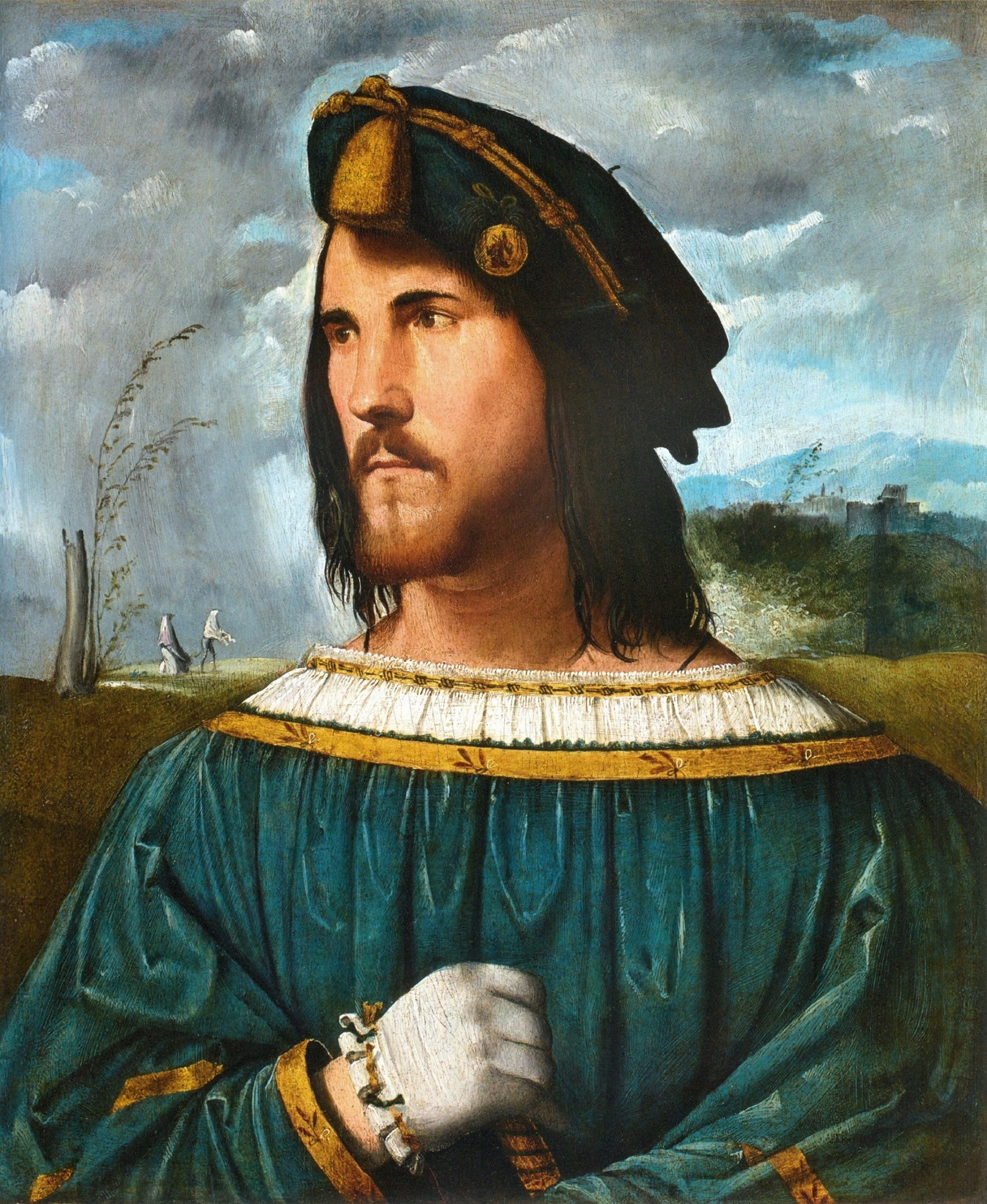
Altobello Melone : Portrait d'un gentilhomme, ou César Borgia

## Salles et œuvres
- Salle 1 :
  - Jacopo Bellini
- Salle 2 : 
  - Alesso Baldovinetti : Autoportrait
  - Fra Angelico : Madone
  - Sandro Botticelli
    - Portrait de Julien de Medicis
    - Histoire de Virginie

  - Pisanello : Portrait de Lionel d'Este
- Salle 3 : 
  - Giovanni Bellini
    - Madone Lochis
    - Vierge aux chérubins rouges
    - Madone Alzano
    - Portrait de Jeune Homme

  - Vittore Carpaccio
    - Nativité de la Vierge
    - Saint Roch et un dévôt

  - Carlo Crivelli : Vierge à l'Enfant
  - Andrea Mantegna : Vierge à l'Enfant
- Salle 4 : 
  - Cosmè Tura : Vierge à l'Enfant
- Salle 5 : 
  - Andrea Previtali
- Salle 6 : 
  - Vittore Carpaccio : Le Jugement de Pâris
  - Lorenzo Lotto : Portrait de Lucina Brembati
  - Titien
    - Vierge à l'Enfant
    - Orphée et Eurydice
- Salle 7 : 
  - Le Greco : Les Stigmates de saint François
  - Jacopo Bassano
  - Palma le Jeune
  - Pinturrichio : Prédication de St Augustin
  - Raphaël : Saint Sébastien
- Salle 8 : Lorenzo di Credi
- Salle 9 : Giovanni Batista Moroni : Portrait d'un vieillard assis
- Salle 10 : 
  - Brueghel l'Ancien : Le Christ et la femme adultère
  - Jean Clouet : Portrait de Louis de Clèves
  - Albrecht Dürer : Calvaire
- Salle 16 : Altobello Melone : Portrait d'un Gentilhomme (ou Portrait de César Borgia)
- Salle 23 : 
  - Canaletto : Le Grand Canal vu du palais Balbi
  - Guardi : Vue de la place Saint-Marc